# Ordine e progresso

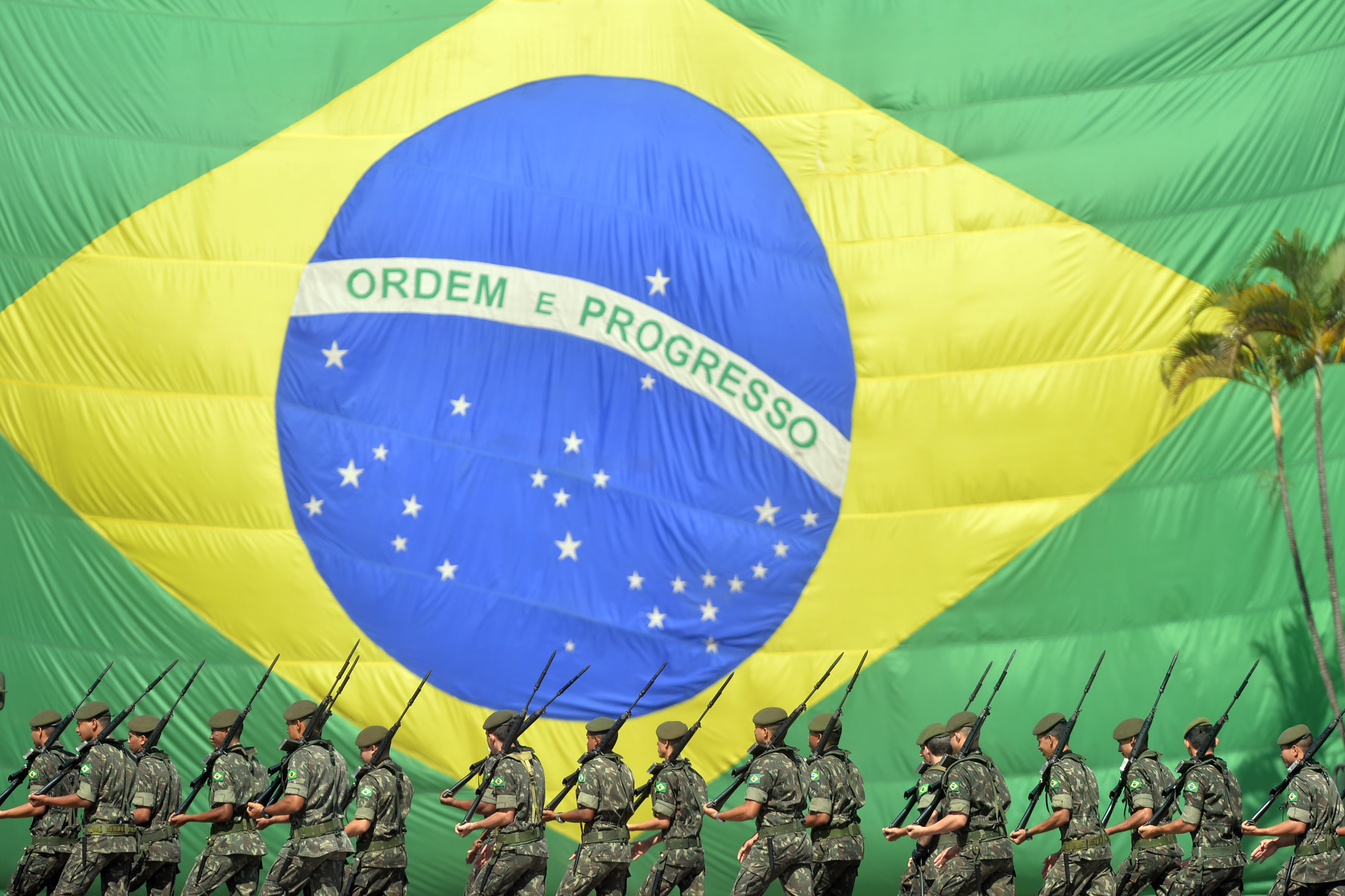
Il motto che campeggia sulla bandiera del Brasile

Ordine e progresso (in portoghese Ordem e Progresso) è il motto nazionale del Brasile.

## Storia
Il motto deriva dalla definizione di positivismo data dal filosofo francese Auguste Comte: «L'amore come principio e l'ordine come base; il progresso come fine ultimo».
Il significato è:
- L'amore deve essere sempre il principio di ogni azione sia individuale che collettiva.
- L'ordine consiste nella conservazione e nel mantenimento di tutto ciò che è buono, bello e positivo.
- Il progresso è la conseguenza dello sviluppo e del miglioramento dell'Ordine.

Pertanto, lo sviluppo dell'Ordine si traduce in progresso individuale, morale e sociale.
La dottrina positivista prevede la realizzazione degli ideali repubblicani: la ricerca e il mantenimento delle condizioni sociali di base (come il rispetto per gli esseri umani e i salari dignitosi) e il miglioramento del paese (materialmente e intellettualmente).
Il motto "Ordine e Progresso" si trova sulla bandiera del Brasile, ideata da Raimundo Teixeira Mendes e disegnata dall'artista Décio Villares, in concomitanza con la fondazione della Repubblica brasiliana voluta da Benjamin Constant.
Nel PLS 137/2008, il senatore Cristovam Buarque propose di «vietare, a partire dal 13 maggio 2014, l'uso del motto sulla bandiera nazionale se per quella data non si fosse sradicato l'analfabetismo assoluto nel Paese». Il PL 2179/2003, creato dal deputato Chico Alencar, avrebbe voluto sostituire invece l'espressione "Ordine e Progresso" con l'espressione "Amore, Ordine e Progresso" ma l'emendamento fu archiviato nel 2017.